# Evelyn García
Evelyn Yessenia García Marroquín, née le 29 décembre 1982 à Santa Ana, est une coureuse cycliste salvadorienne. Elle a été médaillée d'or de la poursuite individuelle aux championnats du monde « B » de 2007. Elle a participé aux Jeux olympiques de 2004, de 2008 et 2012. Aux Jeux d'Athènes en 2004 et de Londres en 2012, elle a été porte-drapeau de la délégation salvadorienne.

## Palmarès sur piste

### Jeux olympiques
- Athènes 2004
  - 12e de la poursuite individuelle[1]
- Pékin 2008
  - 13e de la poursuite individuelle
  - 16e de la course aux points

### Championnats du monde B
- 2003
  -  Médaillée d'argent de la poursuite individuelle
- 2007
  -  Médaillée d'or de la poursuite individuelle
  -  Médaillée d'argent de la course aux points

### Jeux d'Amérique centrale et des Caraïbes
- San Salvador 2002
  -  Médaillée de bronze de la poursuite individuelle
  -  Médaillée de bronze de la course scratch
- Mayagüez 2010
  -  Médaillée de bronze de la poursuite individuelle

## Palmarès sur route
- 2002
  -  Médaillée de bronze du contre-la-montre des Jeux d'Amérique centrale et des Caraïbes
- 2003
  -  Médaillée d'argent du contre-la-montre du championnat du monde B
- 2004
  - Tour du Salvador :
    - Classement général
    - Prologue, 1re et 2e étapes
- 2005
  - 2e du Tour du Salvador
- 2006
  -  Championne du Salvador sur route
  -  Championne du Salvador du contre-la-montre
  - 5e étape du Tour du Salvador
- 2007
  -  Championne du Salvador sur route
  -  Championne du Salvador du contre-la-montre
  - Tour du Salvador :
    - Classement général
    - 3e, 4e et 5e étapes

  - 2e du GP De Santa Ana
  - 2e du GP Raiffeisen
  - 7e du contre-la-montre des championnats panaméricains[2]
  - 8e de la course en ligne des championnats panaméricains[3]
- 2008
  - 5e du contre-la-montre des championnats panaméricains[4]
- 2009
  -  Championne du Salvador sur route
  -  Championne du Salvador du contre-la-montre
  - Tour du Costa Rica
    - Classement général
    - 1re, 2e et 5e étapes

  - Tour du Guatemala
    - Classement général
    - 1re, 3e étapes

  - 6e du championnat panaméricain du contre-la-montre
  - 6e du championnat panaméricain sur route
- 2010
  -  Championne du Salvador sur route
  -  Championne du Salvador du contre-la-montre
  - Campeonato de Copa III El Salvador
  - Tour du Costa Rica
  - 2e du contre-la-montre des Jeux d'Amérique centrale et des Caraïbes
- 2011
  -  Championne du Salvador sur route
  -  Championne du Salvador du contre-la-montre
  -  Médaillée d'argent de la course en ligne des championnats panaméricains
  -  Médaillée d'argent du contre-la-montre des Jeux panaméricains
  - 7e du contre-la-montre des championnats panaméricains
- 2012
  - Grand Prix GSB
  - 3e du Tour du Salvador
- 2013
  -  Médaillé d'or du contre-la-montre aux Jeux centraméricains
  - 1re étape du Tour du Costa Rica
  - 10e du contre-la-montre des championnats panaméricains[5]
- 2015
  -  Championne du Salvador sur route
  -  Championne du Salvador du contre-la-montre
  -  Médaillée de bronze du contre-la-montre aux Jeux panaméricains
- 2017
  -  Championne du Salvador sur route
  -  Championne du Salvador du contre-la-montre
- 2021
  -  Championne d'Amérique Centrale du contre-la-montre
  -  Médaillée de bronze du championnat d'Amérique centrale sur route